# Geferson
Geferson Cerqueira Teles, genannt Geferson, (* 13. Mai 1994 in Lauro de Freitas) ist ein brasilianischer Fußballspieler, welcher normalerweise als linker Außenverteidiger spielt.

## Karriere
Geferson stand seit seiner Jugendzeit beim SC Internacional in Porto Alegre unter Vertrag. Neben einigen Einsätzen im Campeonato Gaucho und der Série A kam er auch in der Copa Libertadores 2015 zum Einsatz. Im Jahr 2017 war er an den EC Vitória ausgeliehen.
Im Januar 2018 folgte dann der Wechsel zum bulgarischen Erstligisten ZSKA Sofia. Er sicherte sich einen festen Platz im Team und erreichte mit seiner Mannschaft am Ende der Saison 2017/18 die Vizemeisterschaft hinter Ludogorez Rasgrad.
Geferson spielte für das brasilianische U-17-Team. Nachdem sich Marcelo verletzt hatte, wurde Geferson für den Copa América 2015 in den Kader brasilianischen Nationalmannschaft berufen, kam jedoch hinter Stammspieler Filipe Luís nicht zum Einsatz.

## Erfolge
- Campeonato Gaúcho: 2015, 2016
- Recopa Gaúcha: 2016